# St Mary's Church (Haddington)

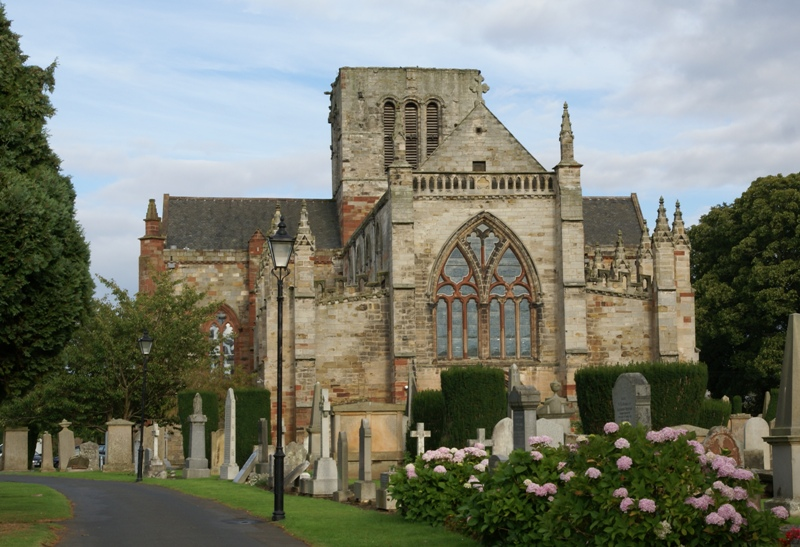
St Mary's Church in Haddington, gezien vanuit het westen.

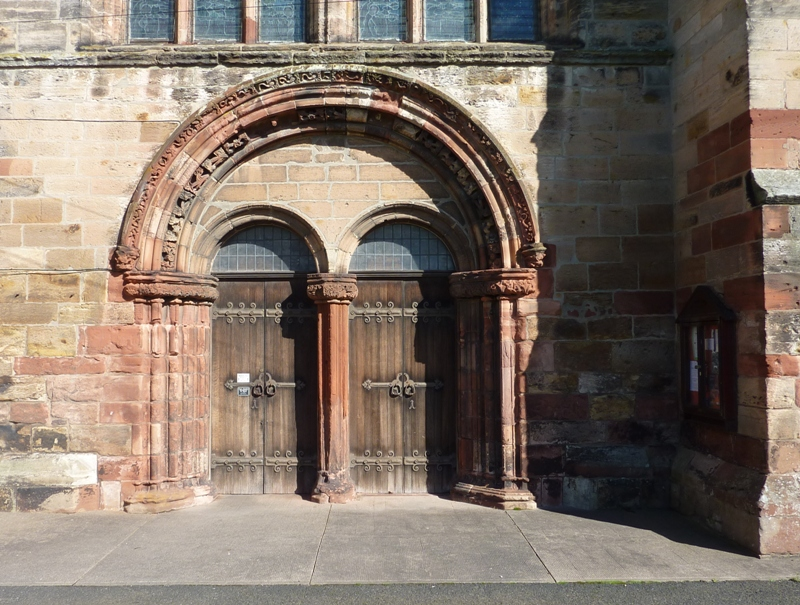
De westelijke ingang.

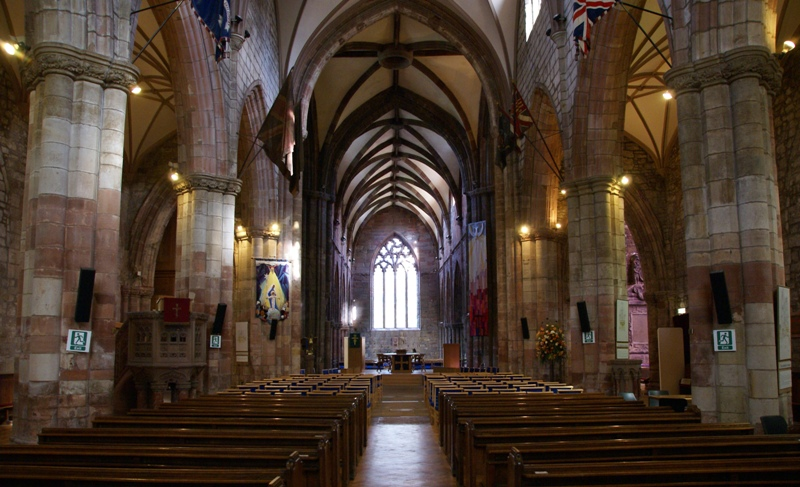
Interieur.

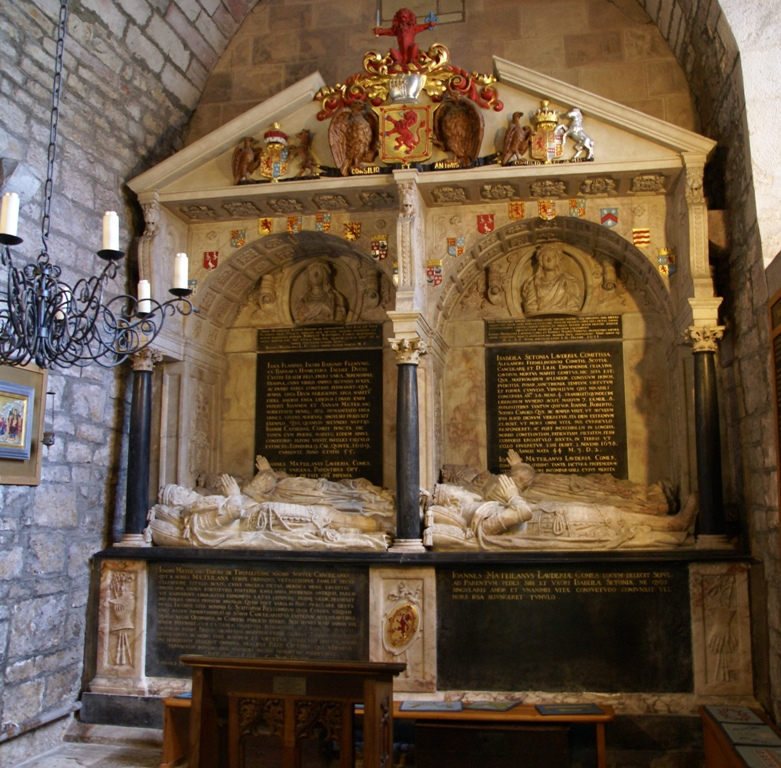
Het Lauderdale Aisle.

St Mary's Church, ook St Mary's Collegiate Church genoemd, is een laat veertiende-eeuwse parochiekerk, gelegen in Haddington in de Schotse regio East Lothian. Het koor en de transepten werden in de zestiende eeuw zwaar beschadigd en pas in de twintigste eeuw hersteld.

## Geschiedenis
De parochiekerk van Haddington, gewijd aan de Maagd Maria werd in 1139 aan het bisdom van St Andrews geschonken door David I van Schotland.
In 1356 verbrandde Eduard III van Engeland de kerken van Haddington, waaronder de parochiekerk. Niet lang erna werd een nieuwe, kleine kerk opgetrokken in romaanse stijl, vermoedelijk op de plaats van het koor van de huidige kerk. In 1540 werd de parochiekerk officieel een stift.
In de periode 1543-1550 vond de zogenaamde War of the Rough Wooing plaats. Deze oorlog tussen Schotland en Engeland begon doordat Hendrik VIII van Engeland de Schotten wilde dwingen toe te stemmen in een huwelijk tussen zijn zoon Eduard en Mary, Queen of Scots. Tijdens deze oorlog namen de Engelsen verscheidene steden in, die vervolgens werden belegerd door de Schotten. In de periode 1547-1549 hadden de Engelsen zich ingegraven in Haddington. Hierbij werd St Mary's Church ernstig beschadigd. Het schip bleef hierbij intact, maar de toren, de transepten en het koor waren van hun dak ontdaan. In 1561 werd de kerk hersteld voor de gereformeerde eredienst, waarbij het schip middels een muur van het vernielde koor werd gescheiden. Het schip werd hiermee de nieuwe parochiekerk. De transepten en het koor vervielen. De sacristie werd in de zeventiende eeuw ingericht als mausoleum.
In 1811 werden de arcades met 1,80 meter verhoogd en werd het ribgewelf vervangen door pleisterkalk. Rond 1892 werd de vloer van de kerk verlaagd, het pleisterwerk werd van de muren verwijderd en tevens werden er een westelijke en oostelijk arcade aangebracht. Het interieur werd vernieuwd en in de oostelijk omloop werd een nieuw orgel geplaatst.
In de jaren zeventig van de twintigste eeuw werd St Mary's Church uitgebreid gerestaureerd in samenwerking met de Lamp of Lothian Collegiate Trust, waarbij de transepten en het koor werden hersteld.
In 1978 werd de sacristie ingericht als episcopale kapel. Deze kapel wordt ook wel de Chapel of the Three Kings (Kapel van de Drie Koningen) genoemd, naast de benaming Lauderdale Aisle naar het daar aanwezige grafmonument.

## Bouw

### Kerk
St Mary's Church is een oost-westelijk georiënteerde kerk met een kruisvormige plattegrond, waarbij zich een toren bevindt boven de kruising van koor, schip en transepten. Het koor en het schip zijn voorzien van zijbeuken. De kerk is 62,8 meter lang en 18,9 meter breed. De transepten zijn 9,1 meter breed en zijn gezamenlijk 34,5 meter lang. Het is de grootste kerk in de Lothians na de St Giles' Cathedral. De toren zou ooit een soortgelijke kroon als de St Giles Cathedral hebben gehad of deze zou op zijn minst gepland zijn geweest.
Om de kerk bevindt zich een begraafplaats met een groot aantal achttiende-eeuwse tafel-grafmonumenten.

### Lauderdale Aisle
Aan de noordelijke travee van het koor bevindt zich de sacristie, die deels stamt van vóór de reformatie en deels uit de 17e eeuw toen de sacristie werd omgevormd tot mausoleum.
In het mausoleum bevindt zich een marmeren grafmonument in renaissance-stijl met gisanten in alabaster. De gisanten liggen in twee naast elkaar gelegen nissen die zijn voorzien van bogen, steunend op pilaren met kapitelen in Korinthische stijl. Het grafmonument herdenkt John Maitland, Lord Thirlestane, kanselier van Schotland onder Jacobus V, zijn vrouw Jane Fleming, hun zoon John Maitland, eerste graaf van Lauderdale en diens vrouw. Onder het monument bevindt zich het familiegraf van de graven van Lauderdale.

## Beheer
St Mary's Church wordt beheerd door de Church of Scotland. Het Lauderdale Aisle wordt beheerd door Historic Scotland, net als de nabijgelegen St Martin's Kirk.